# 七帶九棘鱸
七帶九棘鱸（学名：Cephalopholis igarashiensis，又稱五十九刺鮨、七帶鱠、島九棘鱸、伊加拉九刺鮨、伊氏九棘鲈，俗名伊加拉脍、七帶格仔）為輻鰭魚綱鱸形目鱸亞目鮨科九棘鲈属的其中一種鱼类。

## 分布
本魚分布於太平洋區，包括日本南部、南海、台灣花蓮、恆春、大溪地、關島、薩摩亞群島、斐濟群島等海域。该物种的模式产地在日本Izu群岛。

## 深度
水深45至100公尺。

## 特徵
魚體較高，幼魚體色鮮黃而在背鰭中央及尾柄處有若干實為其底色之白色細橫帶；各鰭色黃或透明，腹鰭色黑；背鰭軟條起始處有一大黑圓斑，體被細小櫛鱗；側線鱗孔數60至65枚，縱列鱗數101至117枚。背鰭硬棘4枚，軟條14枚；臀鰭硬棘3枚，軟條9枚；腹鰭腹位，末端不及肛門開口，胸鰭圓形，中央之鰭條長於上下方之鰭條，且長於腹鰭。成魚體色之白色轉粉紅而原黃色漸分離成寬橫帶，背鰭黑斑消失，腹鰭如各鰭轉紅色但仍具黑緣。眼小，短於吻長。口大；上頜稍能活動，可向前伸出，末端延伸之眼後緣之下方；上下頜前端具小犬齒，下頜內側齒尖銳，排列不規則，可向內倒狀；鋤骨和腭骨具絨毛狀齒。體長可達35公分。

## 生態
本魚屬游動性較強之魚類，主要以小魚及無脊椎動物為食物來源。

## 經濟利用
肉質細白柔嫩，是作生魚片的上好素材，其他烹煮方式也均美味。

## 扩展阅读
維基物種上的相關：七帶九棘鱸